# Heterospio sinica
Heterospio sinica är en ringmaskart som beskrevs av Wu och Chen 1966. Heterospio sinica ingår i släktet Heterospio och familjen Heterospionidae. Inga underarter finns listade i Catalogue of Life.